# Сарк (река)
Сарк е река, известна най-вече с това, че е част от западната граница между Шотландия и Англия. По-голямата част от дължина ѝ обаче е в Шотландия. Тя се влива в устието на река Еск, точно на юг от Гретна Грийн.

## История
Шотландците побеждават англичаните в битката при Сарк през октомври 1448 година. Това е значителна победа за шотландците, които не са побеждавали Англия след битката при Отърбърн през 1388 г.
Реката е станала известна отчасти от поемата на Робърт Бърнс.Темата на поемата е предполагаемата продажба на Шотландия в Англо-шотландския договор на Съюза. Най-известният град на Сарк е Гретна Грийн, известен най-вече със сватбената си индустрия. Автомагистралата A74 преминава над него.
Районът около Сарк е пясъчен. Малкият участък между долния край на Сарк и река Еск е известен като „разправни земи“ и преди това е бил убежище за престъпници и разбойници, които са искали да се възползват от слабостта на граничната отбрана на двете страни. Границата между Сарк и Еск се нарича Scots' Dike.
Името му не е свързано с „Къти Сарк“.